# Marat Daudow
Marat Mahomedowycz Daudow, ukr. Марат Магомедович Даудов (ur. 3 sierpnia 1989 w Ługańsku) – ukraiński piłkarz, grający na pozycji pomocnika.

## Kariera piłkarska
Wychowanek Szkoły Sportowej Ukraina Ługańsk, barwy której bronił w juniorskich mistrzostwach Ukrainy (DJuFL). W lipcu 2006 rozpoczął karierę piłkarską w drużynie rezerw Zorii Ługańsk. W sierpniu 2007 został wypożyczony na pół roku do Stali Ałczewsk. W 2008 przeszedł do Heliosu Charków. W lutym 2012 zasilił skład klubu Naftowyk-Ukrnafta Ochtyrka. W następnym roku przeniósł się do PFK Sumy. Wiosną 2014 został piłkarzem FK Połtawa. Latem 2014 wyjechał do Armenii, gdzie podpisał kontrakt z Gandzasarem Kapan. Na początku 2015 wrócił do Ukrainy, gdzie został piłkarzem klubu Hirnyk-Sport Komsomolsk. 23 czerwca 2016 wrócił do Armenii, tym razem do klubu Alaszkert Erywań. 20 września 2018 został piłkarzem Weresu Równe.